# IMI plc
IMI plc（旧社名：インペリアル・メタル・インダストリーズ）は、イギリス・バーミンガムに本拠を置き、世界50ヵ国以上に拠点を持つエンジニアリング企業である。日本法人はIMIジャパン株式会社。ロンドン証券取引所上場企業（LSE: IMI）。

## 沿革
IMIの歴史は、1862年にスコットランドの実業家George Kynochが、ウェスト・ミッドランズのウィットンで設立した銃用雷管の製造工場にさかのぼる。1884年以降事業の多角化が始まり、石鹸や自転車部品などから非鉄金属にまたがる工業製品を扱うようになり、20世紀初頭までには金属製品を中心とするようになった。第一次世界大戦後はノーベル・インダストリーズと合併し、1926年にはエリー・ブラザーズを買収した。1927年に合併により誕生したインペリアル・ケミカル・インダストリーズ（ICI）の4つの主要事業のうちの一つとして、会社は「ノーベル・エクスプロースィブ」と呼ばれるようになった。ウィットン工場はICIメタルの本社となった。1950年代には会社はチタンを商業ベースで生産するプロセスを確立した。
インペリアル・メタル・インダストリーズ（略称としてIMI）という社名は、1962年に会社設立100周年を記念して採用された。IMIは1966年にロンドン証券取引所に上場された。当初はICIが主要株主であったが、1978年にIMIは完全独立会社となった。
1972年にアメリカ合衆国の空圧調整機器メーカーであるノルグレン（Norgren）を買収、続いて1981年にアメリカの制御弁メーカーであるシーシーアイ（CCI）を買収し、のちにIMIのビジネスの中心へと成長した。他方1990年代には、IMIは従来行ってきた金属溶解等のビジネスを売却、2003年にウィットンからバーミンガムに本社を移転した。2013年10月、IMIは10年にわたる事業変革が完了したと発表した。非中核とされた2つの事業（飲料事業販売機及びマーケティングインテリジェンス事業）を売却し、制御用バルブを中核としてビジネス展開を図ることとなった。

## 事業領域
IMIは現在3つの事業領域を持っている。売上としては、クリティカルエンジニアリングが36％、プレシジョンエンジニアリングが48％、Hydronic Engineeringが16％となっている。
クリティカルエンジニアリング（Critical Engineering）
- 火力・原子力発電、石油、ガス、鉄鋼産業などを対象に、各種バルブ・制御弁などの製造・販売およびアフターサービスを行う。米国シーシーアイの後身。

プレシジョンエンジニアリング（Precision Engineering）
- 商用車、ライフサイエンス、鉄道関連メーカーなどを対象に、アクチュエータ・産業用モーション・流量制御バルブなどの製造・販売およびアフターサービスを行う。米国ノルグレンの後身で最大部門。西欧諸国および北米が売上の7割を占めている[3]。

Hydronic Engineering
- ハイドロニック・空調関連制御機器の製造・販売およびアフターサービスを行う。ヨーロッパ諸国が売上の7割を占めている[3]。

## 日本におけるIMI plc
日本法人は「シーシーアイ株式会社」の社名で事業を行ってきたが、2019年に「IMIジャパン株式会社」に社名を変更した。IMIジャパン株式会社は、クリティカルエンジニアリングとプレシジョンエンジニアリングの2つの事業部を持つ。クリティカルエンジニアリング事業部は神戸市中央区にオフィスおよび工場を持ち、プレシジョンエンジニアリング事業部は大阪府豊中市にオフィスを持つ。
なお、名古屋市に本社を持つ同名の「IMIジャパン株式会社」は、フィリピンの電子機器部品メーカーの日本法人であり、IMI plcとは関係がない。